# 羅戈里亞山

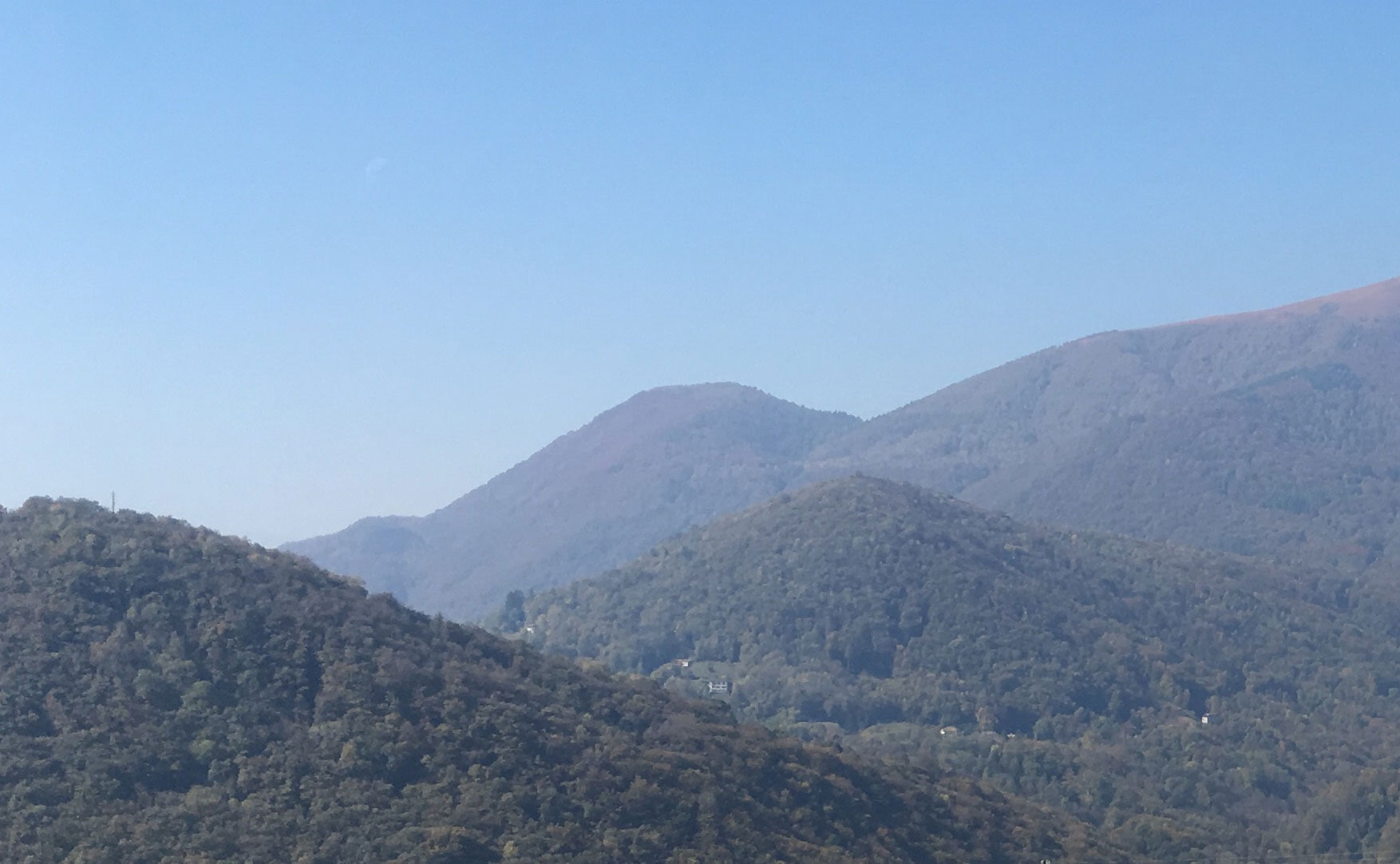

46°01′22″N 8°49′15″E / 46.02264°N 8.82079°E
羅戈里亞山（義大利語：Monte Rogoria），是中歐的山峰，位於意大利和瑞士接壤的邊境，屬於盧加諾前阿爾卑斯山脈的一部分，海拔高度1,184米，每年平均降雨量1,603毫米。